# Таскалуса (округ, Алабама)
Шаблон:StateAbbr_ 33°12′24″ пн. ш. 87°32′05″ зх. д. / 33.20654° пн. ш. 87.534607° зх. д.
Округ Таскалуса (англ. Tuscaloosa County) — округ (графство) у штаті Алабама. Ідентифікатор округу 01125.

## Історія
Округ утворений 1818 року.

## Демографія
За даними перепису
2000 року
загальне населення округу становило 164875 осіб, зокрема міського населення було 116888, а сільського — 47987.
Серед мешканців округу чоловіків було 79372, а жінок — 85503. В окрузі було 64517 домогосподарств, 41689 родин, які мешкали в 71429 будинках.
Середній розмір родини становив 3.
Віковий розподіл населення поданий у таблиці:
| Стать    | До 15 років | 15-21 | 22-29 | 30-39 | 40-49 | 50-65 | 65-85 | Понад 85 |
| -------- | ----------- | ----- | ----- | ----- | ----- | ----- | ----- | -------- |
| Чоловіки | 16428       | 11215 | 11213 | 10748 | 11344 | 10927 | 6911  | 586      |
| Жінки    | 15707       | 12628 | 10969 | 11133 | 12309 | 11689 | 9595  | 1473     |

## Суміжні округи
- Вокер — північний схід
- Джефферсон — схід
- Бібб — південний схід
- Гейл — південь
- Грін — південний захід
- Пікенс — захід
- Файєтт — північний захід

## Виноски
1. ↑  American FactFinder. Бюро перепису населення США. Архів оригіналу за 26 лютого 2012. Процитовано 31 січня 2008. [Архівовано 2008-05-21 у Wayback Machine.]